# 福元英恵
福元 英恵（ふくもと はなえ、本名：福盛 英恵（旧姓：福元）。1976年（昭和51年）9月13日 - ）は、フリーアナウンサーで、元フジテレビの女性アナウンサー。元株式会社SMAG所属。
夫は横浜などで活躍した元プロ野球選手の福盛和男。

## 経歴
- 京都大学大学院農学研究科修士課程修了[3]。
- 2001年、フジテレビ入社[3]。
- 2004年1月、プロ野球選手の福盛和男と結婚[3]。
- 2005年6月、第一子となる長男・大和[4]を出産[3]。
- 2006年12月、フジテレビ退社[3]。
- 2007年4月より　フリーアナウンサーとして活動
- 現在は夫の帰郷に伴い宮崎在住

## 出演番組
フジテレビ時代
- めざましテレビ（スポーツコーナー、2003年4月～2004年12月）
- ラグビー・プラネット（J SPORTS、フジテレビ在籍時に司会を務めていたことがある）

フジテレビ退社後
- るくなす（東日本放送制作・ANN東北6局ブロックネット、司会 2007年4月21日～2008年1月26日）
- 壮絶人生ドキュメント プロ野球選手の妻たち（TBSテレビ）
- クイズプレゼンバラエティー Qさま!!（テレビ朝日、2012年8月13日）
- BLUEで一品!（テレビ宮崎、2019年4月2日～ ）※福盛英恵名義

## VHS・DVD
※ここではフジテレビ等の番組をメディア化したものは除く
- 同期女子アナ3人（高島彩・森本さやか）とパラパラオールスターズの共演

パラパラ・パラダイス presents ガッチャ！（2001年10月17日）

## 同期
- 川原浩揮（岡田浩揮）
- 高島彩
- 森本さやか
- 森下知哉
- 渡辺和洋